# Hummer H2
El Hummer H2 es un automóvil todoterreno de la marca estadounidense Hummer. A diferencia del Hummer H1, el H2 no está pensado para uso militar sino solo para el uso civil, por lo cual es más bajo y ligero. Tiene espacio para siete personas, motor delantero longitudinal y tracción total 4x4 en las cuatro ruedas. Se fabricó desde 2002 hasta 2009.
Se hicieron dos versiones del H2: el H2 SUV y el H2 SUT. Desde 2008 cuenta con un motor de 8 cilindros en V y 6,2 litros de cilindrada, que entrega 393 hp a 5700 rpm y 563 N/m a 4300 rpm. Este Hummer mide 208 cm de altura, 206 cm de ancho y 517 cm de largo. El despeje al suelo es de 25 cm. Algo que se debe resaltar es su elevado consumo de 7 km por galón (3.8 litros), lo que ha hecho que se gane el repudio de muchos consumidores

## Cultura Popular
- En las películas de Transformers, el autobot Ratchet tiene este modo alterno modificado para un vehículo de rescate de los bomberos.
- En la serie de televisión estadounidense CSI: Miami, los autos donde se transportaban los detectives eran unos H2.

- Datos: Q618590
- Multimedia: Hummer H2 / Q618590